# Нова Словенія
Нова Словенія — Християнська народна партія або просто Нова Словенія (словен. Nova Slovenija — Krščanska ljudska stranka, NSi) — християнсько-демократична
 
і консервативна
 політична партія в Словенії. 
Очільник Матей Тонін. 
Партія була утворена 4 серпня 2000 після розколу єдиної Словенської народної партії та Словенських християнських демократів (SLS+SKD). Є членом Європейської народної партії (ЄНП) і в Європейському парламенті має 1 депутата (Людмила Новак). 

## Вибори

### Національна асамблея
| Вибори | Голосів | %        | Місць  | +/– | Уряд              |
| ------ | ------- | -------- | ------ | --- | ----------------- |
| 2000   | 93,247  | 8.7 (#6) | 8 / 90 | ▲ 8 | опозиція          |
| 2004   | 88,073  | 9.1 (#4) | 9 / 90 | ▲ 1 | коаліція          |
| 2008   | 35,774  | 3.4 (#8) | 0 / 90 | ▼ 9 | Позапарламентська |
| 2011   | 53,758  | 4.9 (#7) | 4 / 90 | ▲ 4 | коаліція 2012–13  |
| 2011   | 53,758  | 4.9 (#7) | 4 / 90 | ▲ 4 | опозиція 2013–14  |
| 2014   | 48,846  | 5.6 (#6) | 5 / 90 | ▲ 1 | опозиція          |
| 2018   | 63,792  | 7.2 (#6) | 7 / 90 | ▲ 2 | опозиція 2018–20  |
| 2018   | 63,792  | 7.2 (#6) | 7 / 90 | ▲ 2 | коаліція 2020–22  |
| 2022   | 80,089  | 6.9 (#3) | 8 / 90 | ▲ 1 | опозиція          |

### Європарламент
| Вибори | Голосів | %         | Місць | +/– |
| ------ | ------- | --------- | ----- | --- |
| 2004   | 123,563 | 23.6 (#1) | 2 / 7 |     |
| 2009   | 76,866  | 16.6 (#3) | 1 / 8 | ▼ 1 |
| 2014   | 66,760  | 16.6 (#2) | 1 / 8 | ▬   |
| 2019   | 53,621  | 11.1 (#4) | 1 / 8 | ▬   |

1. ↑  Коаліція зі Словенською народною партією